# Дуля

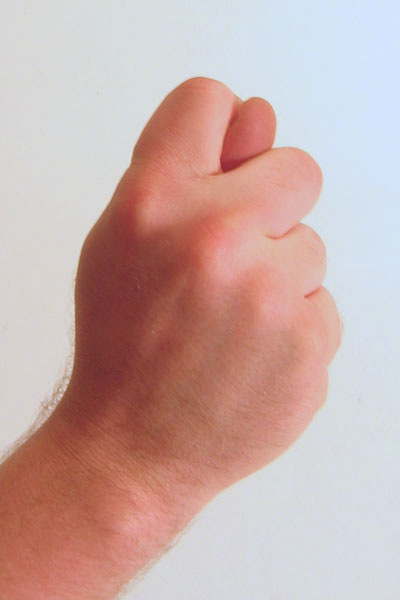
Дуля

Ду́ля — жест, стулена в кулак рука так, що великий палець просувається між вказівним і середнім, як знак зневажливого ставлення до кого-небудь. Жартівливо-іронична функція евфемізму, коли його зовнішні ознаки використовуються несерйозно.

## Значення
В сучасному значенні дуля є жестом, який символізує відсутність чого-небудь або відмову дати це. Наприклад, якщо людину просять дати грошей, а вона показує дулю, це може означати її агресивне небажання дати гроші. Точно так само дуля може слугувати символом відмови надати якусь послугу або прийняти чиюсь пропозицію. У таких випадках дуля є агресивним, образливим жестом, який показує зневагу до співбесідника.[джерело?]
У іншому випадку людина, показуючи дулю, виражає цим, що в неї нічого немає (або немає того, що потрібно в даній ситуації). У такому випадку дуля не сприймається як образа.
Дуля має також обсценну семантику — символізує статевий акт, або геніталії.
Історично жест вживався як універсальний оберіг від небезпеки, особливо проти вроків, навіювання, нечистої сили та навіть негоди. Згідно з повір'ям, дуля мала також магічні якості пізнати відьму — дуля в кишені мала змусити відьму не чіплятися до того, хто її показував. Також при хворобі очей (ячмінь) дуля, показана зненацька хворому, мала вилікувати недуг.

## Вислови
Демонстрування дулі часто супроводжується коротким коментарем[джерело?]:
- Дуля тобі (йому, їм)
- Дуля в кишені
- Дуля з маком
- Куди дуля, туди дим!
- На тобі, щоб до пари, та йди.

## Країни Балкан
У Хорватії, Сербії та Словенії його використовують при запереченні прохання або присягання помилкової присяги. У випадку заперечення запиту його називають фігурком (фігура), а також "трояндовим стегном" (Шипак / Чипак). Evo ti figa/šipak! (Ось для вас стегна з інжиром/троянди!) - це трохи грубий, але також жартівливий спосіб відхилити чиєсь прохання. Крім того - він також використовується при присязі неправдивої присяги або фальсифікації підтвердження, щоб сказати правду. У цьому випадку кажуть, що людина приймає помилкову присягу, приховуючи знак інжиру в кишені (Figa u džepu).

## Значення в Китаї
Цей жест в Китаї має украй непристойне значення і виступає як фалічний символ. Жест є повним аналогом західного «побратима» — середнього пальця.

## Значення в Бразилії
В Бразилії дуля вважається досить потужним талісманом, який захищає від пристріту (порчі) та приносить удачу. Цей не дуже доброзичливий у наших широтах жест у Бразилії вважається дуже сприятливим. Показуючи комусь дулю, ви в прямому сенсі щастите людині. Це дуже добрий талісман для людей, пов'язаних з фінансами. Тому найчастіше його можна побачити у різних фінансових установах та банках.[джерело?]